# セカイはアレでデキテイル
『セカイはアレでデキテイル』は、山本晋による日本の漫画作品。『電撃マオウ』（KADOKAWA）にて、2021年7月号から2022年11月号まで連載された。

## あらすじ
中田奏（カナデ）は祖母が亡くなり、兄の中（カナメ）は失業、住む家と所持金を失い、あてもなく、兄弟でさまようこととなる。そんな中、カナメはスマホで大金を得られる「6（シックス）」と呼ばれるアプリゲームをインストールする。アプリにより指定された場所に向かうとセカイと呼ばれる怪物が現れ、否応なしに戦うこととなる。

## 登場人物
中田 奏（なかた かなで）
主人公。16歳の高校生。冷めた性格で兄の失業や住む場所をなくし、「6」の非現実的な状況でも他人事のように捉え、感情をあまり出すことはない。
しかし、冷淡というわけでなく、「6」で死にそうになった中（カナメ)を助けるため、「6｣に多額の借金をしてしまい、アプリを続けざるを得なくなる。
最初のミッションクリア後、十子と同じ「海の上高校」に転校が決まり通う。
武器は「アフタートゥモロー」 盾型の形状でセカイからの攻撃を防ぎ、敵の位置や攻撃予測を行う能力があるが、盾自体に攻撃手段を持たない。
中田 中（なかた かなめ）
21歳。失業中。弟の奏の違い、楽天的・短絡的な性格。怪しげな「6｣のアプリをよく考えずにインストールし、ゲームを始めてしまう。
武器は「アンノウン」 棒型の武器だが、不定形で伸縮や展開した攻撃が可能。
芒 十子（すすき とおこ）
奏と同じ海の上高校の16歳高校生。「6｣を始めたばかりの中田兄弟が初めて出会ったプレイヤー。
火事で入院している母親の治療費を稼ぐため、主人公たちより半年前からほぼ一人でアプリを始めている。
文音の父親の不動産屋が管理するアパートに一人で暮らしている。
武器は「バベル」 ロボットアームような片腕型の武器。
花澤 文音（はなざわ あやね）
十子の幼なじみの高校生。不動産屋の娘で、父親の仕事のことで十子に相談を持ち掛ける。
朝比奈 一千花（あさひな いちか）
奏と十子の通う海の上高校の26歳国語教師。日常に退屈しており、「6」で大金を稼いでる。心の中で「メンドクサー」とよくつぶやく。
武器は「バタフライ」　両足のブーツの靴裏にそれぞれ巨大な刃がついた武器であり、常に飛行した状態で戦闘する。
来栖（くるす）
しがない中年のサラリーマン。倒産寸前の運送会社の管理職でリストラに怯え、苦し紛れにアプリ「6」を始めるも
連戦連敗となる。リストラで途方に暮れるところ、中（かなめ）と出会い、共闘を持ち掛ける。
武器は「スパイン大黒柱」 柱を高速で伸ばして出現させる能力。直撃すれば威力のある攻撃となるが、
動いているものを狙うのは難しく、一人では隙だらけとなる。
システムプログラム
奏の借金返済期限が過ぎた際に登場したセカイ。アプリによる攻撃は一切きかず、逆に奏たちの武器を奪うなど無敵の存在。
イワシタ
街のミッションを管理する謎の男。奏たちを自分の会社に所属するよう誘う。
イワシタに付き添う男
イワシタの会社に所属する男。名前は不明。武器は強力な巨大ライフル。

## 用語・世界観

### アプリ「6」ルール
- アプリにはミッション毎にミッション名と報酬金額、概要、場所等が表示される。
- プレイヤーにはアプリから個人固有の武器が与えられる。武器を破壊されるとプレイヤーは無事で済まない。
- セカイ（敵）を倒すと報酬が貰える。
- ミッション中に「自分以外のモノ」を壊すと報酬から減額される（ミッションを達成できなければそのまま借金）。
- ミッション名が長いほどセカイ（敵）は強くなる。
- 報酬の金額とセカイ（敵）の強さは比例しない。
- プレイヤーが複数の場合は活躍度に応じて各プレイヤーに報酬が分配される。
- ミッション達成時に「自分以外のモノ」を精算で取り戻すこともできる（報酬が足りなければ借金となる）。
- 借金の返済期限が過ぎた場合、システムプログラムが回収に現れる。

### 登場したミッション
主にミッションはセカイと呼ばれる怪物が出現し、倒すことでクリアとなる。
- 迷宮の砕殴を倒せ

牛鬼のような槌をもったセカイ。中田兄弟が初めて達成したミッションで十子と出会う。
- 庭園ノ風幽霊を倒せ

文音の父親の不動産屋が開発に関わった住宅地に現る包丁をもった幽霊のセカイ。姿を隠す上、隠れている間は物理的な攻撃が通じない
- 荒野ニ羽撃ク災鶏を倒せ

造成地に出現する巨大な鶏のセカイ。ビーム砲を尻尾に備え、奏・十子のペアが苦戦する。
- 倉庫街の八本肢を倒せ

倉庫街に出現する巨大な蜘蛛のセカイ。来栖と中（かなめ）がミッション中に朝比奈が参戦する。
このミッションにより登場人物（プレイヤー）が一堂に出会うきっかけとなる。
- 迷溝鼠(まよいどぶねずみ）を倒せ

地下水道にいる巨大ネズミのセカイを倒すミッション。
- 星々ヲ巡ル高架下ノ錆巨人

超高額14億円の報酬ミッション。朝比奈はこのミッション達成のチームに、奏を誘う。
- 「噴煙逆巻ク紅蓮ノ炎ノ女王」を止めよ

十子の母親という現象を再現したセカイ。
- 「噴煙逆巻ク紅蓮ノ炎ノ女王ト塔ノ雷」を止めよ

上述のミッションに十子が取り込まれたセカイ。

## 書誌情報
- 山本晋『セカイはアレでデキテイル』KADOKAWA〈電撃コミックスNEXT〉、全3巻
  1. 2021年10月27日発売[1][5]、ISBN 978-4-04-914010-1
  2. 2022年3月26日発売[6]、ISBN 978-4-04-914253-2
  3. 2022年10月27日発売[7]、ISBN 978-4-04-914611-0